# Naufrágio do MV Conception

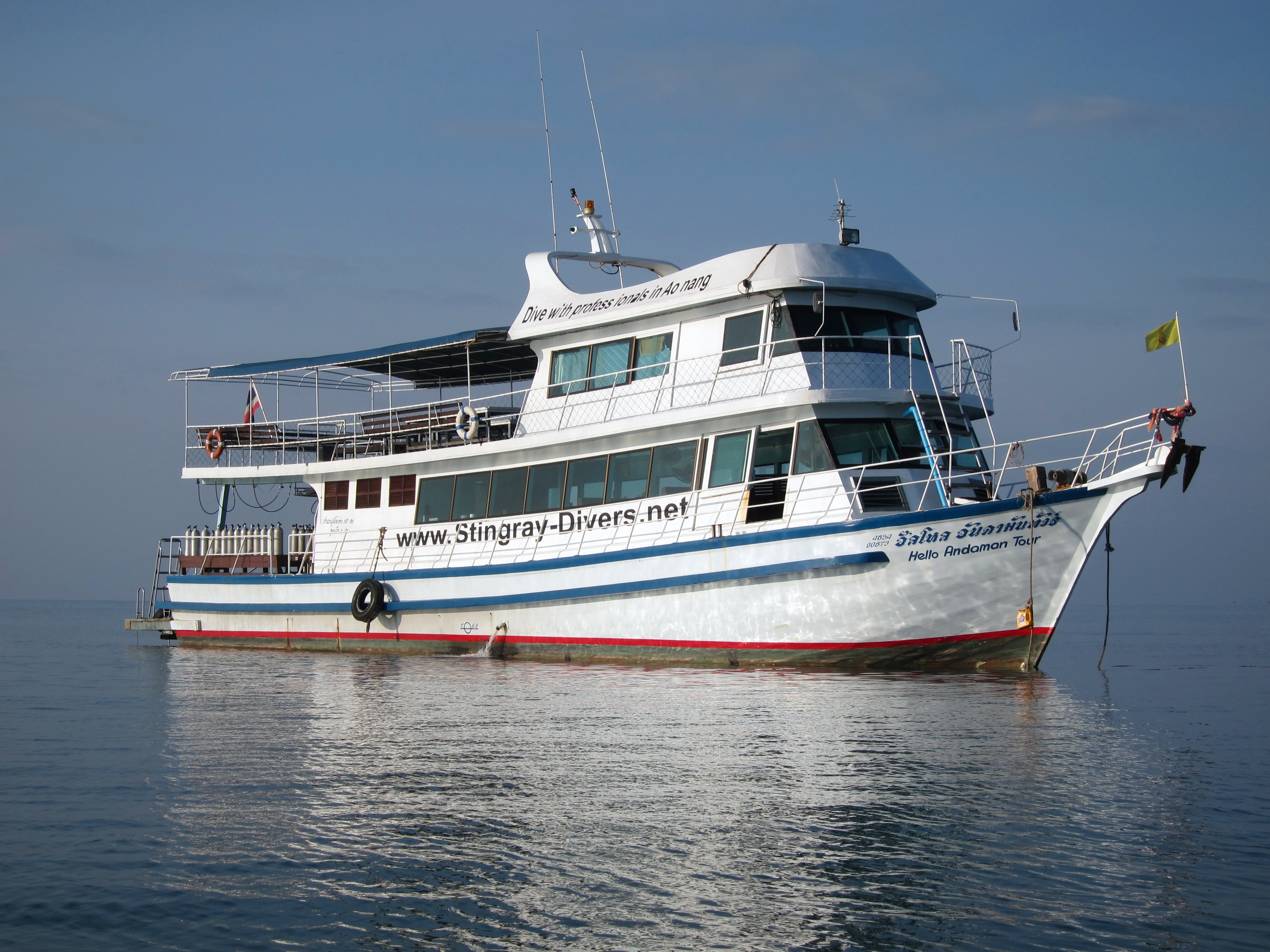
Um barco de mergulho com design semelhante ao MV Conception, com vários conveses, incluindo camas de dormir abaixo do convés.

O naufrágio do MV Conception ocorreu em 2 de setembro de 2019, quando o barco de mergulho de 23 metros pegou fogo e acabou naufragando na costa da ilha de Santa Cruz, Califórnia, Estados Unidos. O barco estava ancorado em Platts Harbor, uma pequena baía não desenvolvida na costa norte da ilha, com mais de 30 passageiros dormindo abaixo do convés, quando o fogo começou logo após as três da manhã. Cinco dos tripulantes, que estavam acordados, escaparam e foram resgatados por um barco que estava nas proximidades. A perda do navio provocou uma operação de resgate pela Guarda Costeira dos Estados Unidos.

## Barco
O MV Conception era um barco de mergulho de 23 metros de comprimento construído em Long Beach, Califórnia e lançado em 1981. Ele podia ser fretado por grupos para mergulhar nas ilhas do Canal da Califórnia, localizadas próximas à costa de Los Angeles, Califórnia. Acreditava-se que o navio estava em conformidade com todos os regulamentos e que não tinha nenhuma violação. Podiam dormir, no convés inferior, até 46 indivíduos com 13 beliches duplos (12 dos quais empilhados em dois) e 20 beliches únicos (18 empilhados em três) com um desses reservado para a tripulação. Além disso, dois conveses acima da popa da sala de piloto e acima da cozinha do convés principal estavam preparados para o restante da tripulação. O navio, operado pela Truth Aquatics, estava em uma viagem de mergulho de três dias para o fim de semana do feriado do Labor Day e era um dos pacotes mais populares de excursões de mergulho da Truth Aquatics.

## Incêndio
Na noite do incêndio, um membro da tripulação acordou com o som de um estouro no escuro e acreditava ser um membro da tripulação ou passageiro desorientado. Ao sair de sua cama para tentar ajudar o indivíduo, ele descobriu que o navio estava pegando fogo. Cinco dos seis tripulantes conseguiram escapar do navio e foram para outros barcos nas proximidades. Um dos que conseguiram escapar da embarcação foi o capitão do navio, que alegou que a escotilha traseira tinha sido engolida pelo fogo e que a tripulação sobrevivente não pôde fazer nada para ajudar os passageiros.
Eles emitiram um alerta mayday de um dos navios e usaram um pequeno barco inflável para tentar procurar sobreviventes. Enquanto esperavam ajuda, foram ouvidas pequenas explosões do Conception, que a tripulação acreditava terem sido causadas pelos cilindros de mergulho pressurizados que se rompiam com o calor do fogo. Uma chamada de socorro, supostamente enviada pelo Conception, sugere que pelo menos um indivíduo abaixo do convés estava acordado, enquanto a voz de um homem é gravada gritando "Mayday! Mayday! Mayday! Mayday! Eu não consigo respirar!"
As equipes da Guarda Costeira, os departamentos de bombeiros do condado de Ventura e do condado de Santa Bárbara e o Vessel Assist responderam a uma ligação de um barco envolto em chamas no dia seguinte, que haviam recebido às 03:30h. Os oficiais se esforçaram para combater o incêndio, pois o navio estava em um local remoto com capacidade limitada de combate a incêndios, enquanto os passageiros dormiam embaixo do convés e o fogo se alastrava rapidamente. Para tentar combater o fogo e permitir que os barcos alcançassem o navio, ele foi rebocado para águas mais profundas por um navio TowBoatUS. O navio afundou cerca de quatro horas depois, a uma profundidade de 20 metros, aproximadamente a 18 metros da costa norte da ilha de Santa Cruz.

## Vítimas
Em 2 de setembro, os mergulhadores da Guarda Costeira localizaram 25 corpos, enquanto nove outras pessoas continuavam desaparecidas. Quatro corpos foram recuperados da água e outros 16 foram retirados do casco afundado. Outros cinco corpos estavam visíveis no navio, mas inacessíveis devido a preocupações com as condições inseguras do barco. A Guarda Costeira suspendeu os esforços de busca na manhã de 3 de setembro, pois o resgate exigia que os destroços fossem estabilizados antes de procurar outros corpos. As vítimas desaparecidas foram declaradas como mortas. Em 4 de setembro, todos os corpos, exceto um, haviam sido recuperados, com cerca de trinta mergulhadores locais e membros do FBI ajudando na busca pelo último corpo.
A maioria das vítimas era de Santa Cruz e da Baía de São Francisco, da Califórnia, mas acredita-se que havia um casal do Arizona entre as vítimas. Acredita-se também que duas das vítimas sejam estudantes e que as vítimas mais novas tinham 17 anos e as mais velhas, 60 anos.
Foi coletado DNA dos membros de famílias das vítimas para realizar a identificação os corpos.

## Investigação
O National Transportation Safety Board escalou uma "equipe de busca" em 3 de setembro, incluindo um membro do conselho, para investigar o incidente. A parte da investigação no local está programada para durar dez dias, com o objetivo de determinar a causa do incêndio e verificar as medidas de segurança a bordo do Conception.
A Truth Aquatics era considerada uma empresa respeitável na região, com seus barcos em boas condições, de acordo com a senadora estadual Hannah-Beth Jackson, que representa a área de Santa Barbara. No entanto, a senadora Dianne Feinstein está pedindo uma investigação e quer especificamente abordar o treinamento da tripulação e porque eles não foram capazes de resgatar ou alertar os passageiros. Ela também quer ver se são necessárias regulamentações adicionais para evitar tragédias semelhantes no futuro. "É inconcebível que, com todas as normas de segurança existentes hoje em dia, um incêndio em um barco possa levar à perda de vidas como vimos nesta manhã perto da ilha de Santa Cruz ", disse ela.

## Repercussões do acidente
O governador da Califórnia, Gavin Newsom, emitiu uma declaração através do Twitter e elogiou os esforços dos trabalhadores médicos de emergência e ofereceu suas condolências às famílias e entes queridos afetados.
Um memorial improvisado foi feito fora da sede da Truth Aquatics no porto de Santa Barbara.